# Sjömil (äldre mått)
Sjömil är dels en benämning på nautisk mil, dels olika äldre längdmått till sjöss, framförallt svensk sjömil eller geografisk mil. I modern svenska avses nästan alltid nautisk mil. Sjömilens längd har varierat i olika tider och mellan olika länder.

## Äldre förhållanden
Redan i slutet av 1800-talet syftade "sjömil" (på respektive språk: sea-mile, mille marin, seemijl, Seemeile) i de flesta länder på nautisk mil. Definitionerna kunde dock skilja något, t.ex. var i början av 1900-talet en engelsk sjömil 1 851,85 m (den nautiska milen är 1852 m).

### Geografisk mil
Längs de skandinaviska kusterna användes ännu i början av 1900-talet sjömil, eller förtydligat: svensk sjömil, som längdmått med betydelsen en femtondels ekvatorsgrad (1/15 längdgrad) av ekvatorns 360 dito: 7 420,44 m, likvärdigt en geografisk mil, motsvarande ungefär fyra nautiska mil eller medel-meridianminuter (4 × 1 852 m) – en nautisk mil är ungefär en sextiondels grad längs en meridian (1/60 meridiangrad). Denna betydelse användes också i de svenska lotstaxorna.
I slutet av 1800-talet hade ordet "sjömil" en ganska svävande betydelse i det svenska språket då ordet ofta användes synonymt med nautisk mil.

## Sjömil-lista
| Mått                 | Metrisk sträcka | Egentlig omfattning                            | Synonymer                                                 |
| -------------------- | --------------- | ---------------------------------------------- | --------------------------------------------------------- |
| äldre engelsk sjömil | ej applicerbar  | 1 meridianminut = 1/60 meridiangrad/längdgrad  | distansminut, längdgradsminut, meridianminut, nautisk mil |
| ny engelsk sjömil    | 1 852,000 meter | 1 meridianminut vid 45° grader nordligt        | distansminut, kvartmil, medel-meridianminut, nautisk mil  |
| geografisk mil       | 7 420,440 meter | 1/15 meridiangrad/längdgrad                    | –                                                         |
| norsk sjömil         | 7 420,440 meter | 1 geografisk mil = 1/15 meridiangrad/längdgrad | –                                                         |
| svensk sjömil        | 7 420,440 meter | 1 geografisk mil = 1/15 meridiangrad/längdgrad | –                                                         |